# Cryptocheiridium elegans
Cryptocheiridium elegans är en spindeldjursart som beskrevs av Dumitresco och Traian Orghidan 1981. Cryptocheiridium elegans ingår i släktet Cryptocheiridium och familjen dvärgklokrypare. Inga underarter finns listade i Catalogue of Life.